# 品管七大手法
品管七大手法（英語：Seven Basic Tools of Quality），又稱QC七大手法或初級統計管理方法或Q7，為品質管制上經常使用的七種工具。是指一套固定的圖形技術，可用於確認製造過程中與產量、品質相關的問題；它們被稱為基本的，因為它們適合沒有接受過統計學正規培訓的人。此名稱源自世界二戰後的日本，可能是由石川馨以武蔵坊弁慶的七種武器比喻而介紹的；後者又受到愛德華茲·戴明在1950年，向日本工程師和科學家所做的一系列演講的影響。當時，那些對他們的勞動力培訓品質管制的公司發現，品管的統計問題複雜性为難了絕大多數的工人，為了降低難度，培訓課程主要集中在更簡單方便的品管方法上，而這些方法足夠解決大多數和品管相關的問題。
和更進階的統計技術（如調查取樣，驗收取樣，統計假設檢定，實驗設計，多變量分析以及運籌學領域開發的各種方法）比起來，品管七大手法是比較簡單的統計方法。專案管理協會在專案管理知識體系的參考指南中，提及這七種基本手法，可作為一套用於規劃或控制專案品質的常規工具。

## 七大手法
- 魚骨圖（石川圖、因果圖、特性要因圖）：可找出問題的根源及肇因。
- 管制圖：以樣本平均值為中心，上下各三個標準差為控制上下限（6 sigma），須注意連續七個點落在平均值上方或下方（Rule of 7）的規則。
- 直方圖：以統計的方式呈現分布之中間趨向及散布的形狀，不考慮時間的影響。
- 查檢表（理貨單）：資料蒐集時使用，統計的數量再以帕累托图呈現。
- 帕累托图：以發生的頻率累計排序的呈現，大多應用於帕累托法则（80/20）。
- 散佈圖（相關圖）：呈現兩個變數間彼此的相關程度（正相關、負相關及零相關）
- 層別法：將資料分類找出其趨勢或特性。

石川圖
管制圖
直方圖
查檢表
帕雷托圖
散佈圖

### 文獻
- Ishikawa, Kaoru. . 由Lu, David J.翻译 1st. Englewood Cliffs, New Jersey: Prentice-Hall. 1985. ISBN 978-0-13-952433-2.